# مجلس معلق
مجلس معلق به وضعیتی در نظام‌های مجلسی گفته می‌شود که در آن هیچ حزبی نتوانسته باشد پس از انتخابات اکثریت مطلق کرسی‌ها را در مجلس به دست آورد، در نتیجه احزاب مجبور به ائتلاف برای تشکیل کابینه می‌شوند. در بریتانیا مجلس معلق به وضعیتی گفته می‌شود که در آن هیچ‌یک از احزاب نتوانند اکثریت کرسی‌های مجلس عوام بریتانیا را در اختیار گیرند. در این حالت دولت نمی‌تواند بدون حمایت آرای سایر احزاب هیچ قانونی را تصویب کند؛ مجلس معلق گفته می‌شود. برای کسب اکثریت، ۳۲۶ کرسی از ۶۵۰ کرسی مجلس عوام لازم است.
در زمان تعلیق مجلس به حزبی که آرای بیشتری کسب کرده، زمانی برای تشکیل دولت داده می‌شود و حزب برتر به دو صورت می‌تواند چنین کاری را انجام دهد،: گزینه اول، ائتلاف رسمی با سایر احزاب است که در این حالت برخی از پست‌های وزارت‌خانه‌ها به سایر احزاب می‌رسد و آن در تشکیل حکومت شریک هستند یا اینکه در حالت گزینه دوم حزب اکثریت دولت اقلیت تشکیل می‌دهد ولی سعی کنند برای هر یک از لوایح، مورد به مورد نظر اکثریت نمایندگان سایر احزاب را جلب کنند. به این معنی که مناصب وزراتی میان احزاب شریک تقسیم شوند.